# Пребен Ісакссон
Пребен Ісакссон (дан. Preben Isaksson, 22 січня 1943 — 27 грудня 2008) — данський велогонщик.
Бронзовий призер Олімпійських Ігор 1964 року в індивідуальній гонці переслідування.
Срібний призер Чемпіонату світу з трекових велоперегонів 1962 року в командній гонці переслідування, бронзовий призер 1963 (командна гонка переслідування), 1965 (індивідуальна гонка переслідування) років.